# Преслица (излетиште)
Преслица је излетиште које се налази између Стријежевице и Сухог Поља у граду Добој, а у близини је и Горанско језеро. Од Добоја је удаљено 8 км.

## Географија
Спортско рекреациони центар „Преслица“ припада побрђу или подгорини Озрена у југоисточном делу општине Добој. Овај пејзаж је шумовита зараван са надморском висином од 250 до 380 метара и заузима површину од 2100 хектара. Природа је Преслицу обдарила богаством шума, ливада, побрђа, обиљем потока и извора здраве и чисте воде за пиће. Постојање извора „слане воде“ на Преслици указује на могућност лековитих својстава воде овог краја.
Шума је под посебном заштитом. У њој преовлађују четинари, а станиште је храста, букве и ситне јове, једино у северном делу Републике Српске. У прољеће на ливадама се јавља велики број цвјетова. Типични представници врста су: љубичица, линцура, нарцис, камилица, сремуш, јагорчевина итд.

## Клима
На климатске услове који владају на овим просторима највише утиче сјеверни перипанонски дио, који припада умјерено–континенталном панонском појасу, а то значи да су лета топла а зиме умерено хладне, док просечна годишња температура износи 10 °. Падавине су углавном распоређене, а најинтезивније су у периоду мај — јуни. Просечно остварена количина падавина креће се од 1000 — 1100 .

## Историја
Преслица је место на коме су се од давнина сакупљали момци и девојке озренског краја. Назив Преслица потиче од преле која се користила за пређање вуне. Дана 23. августа 1941. године је отпочела борба озренског народа против немачке окупације и фашистичких сарадника, Усташа и домобрана у НДХ. У ноћи између 22. и 23. августа 1941. народ са подручја Озрена, Требаве, Крњина и Вучијака почео се окупљати на устанак на унапред одређеним зборним местима. Радило се о маси од више хиљада сељака и радника, наоружаних војничким и ловачким пушкама, пиштољима, ручним бомбама и свим другим чим су устаници располагали.

## Туризам
Ово подручје располаже свом потребном туристичком инфраструктуром: новим асфалтним путем Добој-Преслица, водом и електричном енергијом. Преслици тренутно највише посјећују становници Добоја и околине, током сунчаних дана, што значи да је у служби излетнчког туризма. У понуди су шумске стазе, поучна стаза која упућује на Горанско језеро, зоолошки врт, спортско-рекреативни садржаји, роштиљ места.